# Opel Corsa Electric
De Opel Corsa Electric is een elektrische auto uit de compacte klasse (B). Het voertuig wordt gemaakt door autoproducent Opel uit Duitsland. Tot eind 2022 werd de auto Opel Corsa-e genoemd. De Corsa Electric is de elektrische variant van de zesde generatie Opel Corsa.

## Specificaties[3]

### Vervoer
De auto biedt vijf zitplaatsen, waarvan twee geschikt zijn voor Isofix-kinderzitjes. Er is standaard 309 liter kofferbakruimte, die uitgebreid kan worden tot maximaal 1118 liter. Het voertuig is niet voorzien van een trekhaak die bedoeld is voor het trekken van een aanhangwagen. Echter, er is wel een mogelijkheid om een trekhaak te bestellen voor enkel fietsendragers.

### Accu
De auto heeft een 50 kWh grote tractiebatterij waarvan 45 kWh bruikbaar is. Dit resulteert in een WLTP-gemeten actieradius van 359 km, wat neerkomt op 285 km in de praktijk. De accu is actief gekoeld en wordt geproduceerd door CATL. Het accupakket heeft een nominaal voltage van 400 V. Het gehele accupakket weegt ongeveer 356 kg.

### Opladen
De accu van de auto kan standaard worden opgeladen via een type 2-connector met laadvermogen van 7,4 kW door gebruik van 1-fase 32 ampère, waarmee de auto in 7,25 uur van 0 % naar 100 % geladen kan worden. Bij gebruik van een snellader met een CCS-aansluiting kan een laadsnelheid van maximaal 101 kW worden bereikt, waarmee de auto in minimaal 26 minuten van 10 % naar 80 % geladen kan worden, wat neerkomt op een snellaadsnelheid van 460 km/u.

### Prestaties
De elektronische aandrijflijn van de auto kan 100 kW of 136 pk aan vermogen leveren, waarmee de auto met 260 Nm koppel in 8,1 seconden kan optrekken van 0 naar 100 km/u. De maximale snelheid die bereikt kan worden is ongeveer 150 km/u.

## Galerij

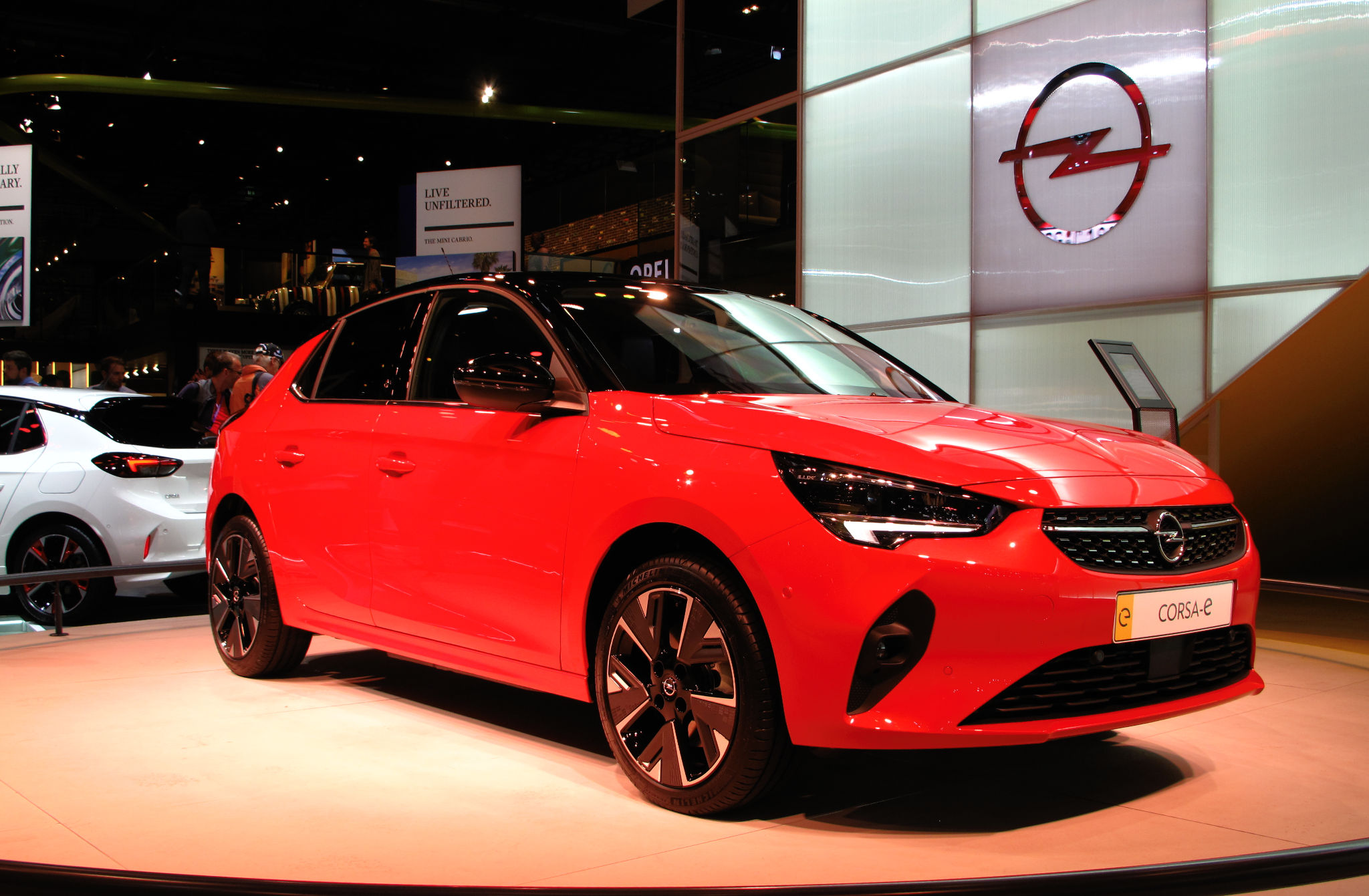
Voorzijde
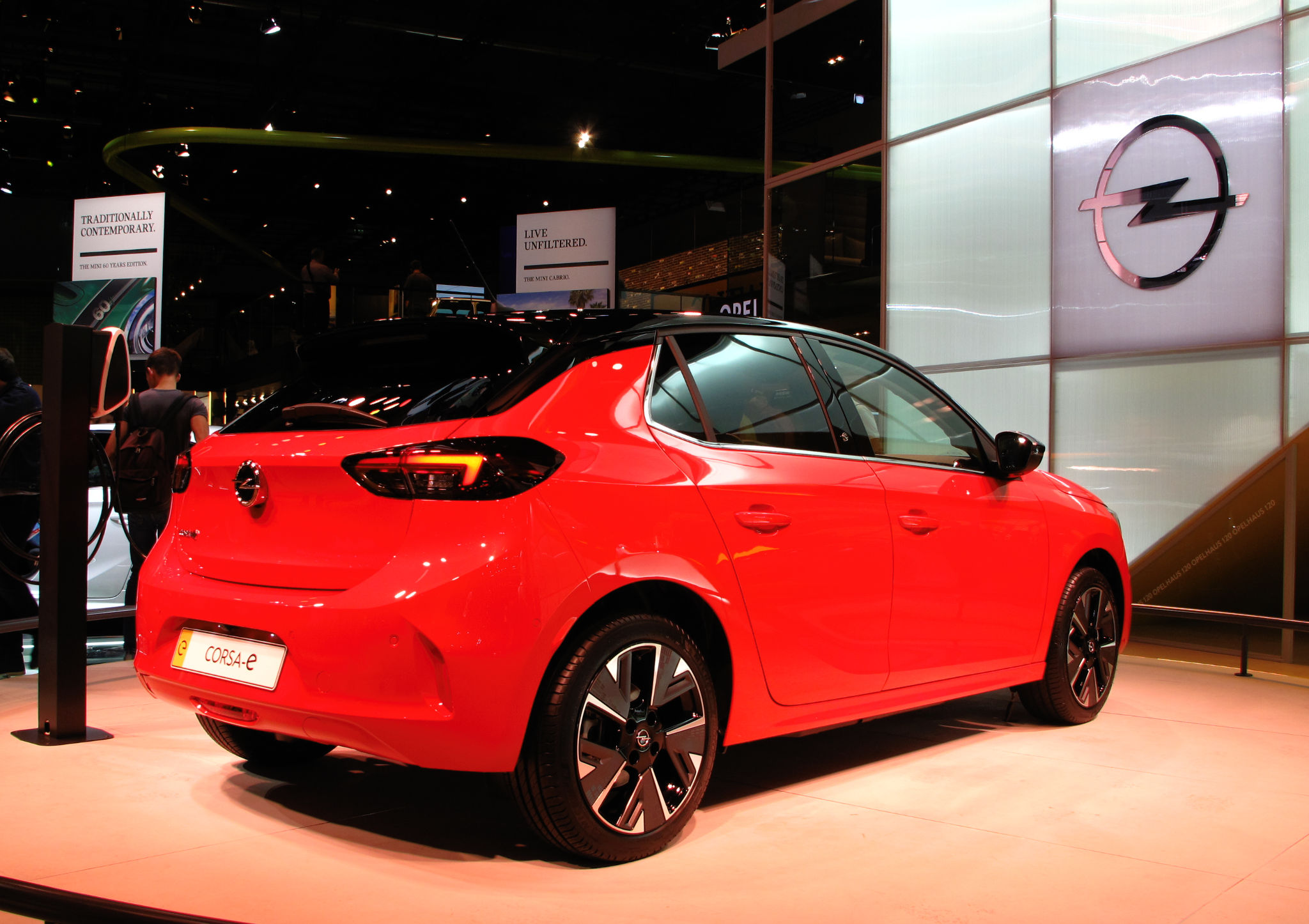
Achterzijde